# Mitromorpha decussata
Mitromorpha decussata is een slakkensoort uit de familie van de Mitromorphidae. De wetenschappelijke naam van de soort is voor het eerst geldig gepubliceerd in 1837 door Dujardin.